# Eucereon cyneburge
Eucereon cyneburge là một loài bướm đêm thuộc phân họ Arctiinae, họ Erebidae.